# Palina Smolava
Palina Smolava (in bielorusso Паліна Смолава?, reso anche come Polina Smolova; Minsk, 3 settembre 1980) è una cantante bielorussa.
Ha partecipato all'Eurovision Song Contest 2006 come rappresentante della Bielorussia, presentando il brano Mum.

## Biografia
Inizia a cantare da giovanissima in alcuni festival per bambini. La cantante si è esibita nell'ensemble del teatro "Gostsitsa" durante il festival della canzone popolare bielorussa "Zhavoronochki".
Dopo il diploma in pianoforte presso il collegio musicale di Minsk Musical, frequenta il dipartimento di canto popolare presso l'Università di Cultura e delle Arti della Bielorussia.
Nel 2004 partecipa per la prima volta alle selezioni nazionali per l'Eurovision Song Contest.
Nel 2005 esce il primo album Smile (Sorriso), contenente i brani Дождь, Song of Love e Птицелов, che riscuotono molto successo in Russia e rimangono a lungo in vetta alle classifiche dei singoli. Nello stesso anno vince il Grand Prix al concorso per giovani interpreti al festival internazionale d'arte "Slavianski Bazaar 2005".
Nel 2006 rappresenta il proprio paese all'Eurovision Song Contest, svoltosi ad Atene.
Nel 2007 partecipa al festival New Wave a Jūrmala, classificandosi al 4º posto.
Nel 2008 e nel 2012 prende parte nuovamente alle selezioni russe per l'Eurovision Song Contest.

## Discografia
Album
2005 - Smile (Sorriso)
2006 - Сайт одиночества (Luogo di solitudine)
2009 - Пять слов о любви (Cinque parole d'amore)
2013 - С чистого листа... (Con un colpo di spugna...)
Singoli
2006 - Mum
Video
- Клип на песню «Не сошлись»[2]
- Новая Волна[3][4]
- Клип на песню «Сайт одиночества»[5]
- Клип на песню «На расстоянии дыханья»[6]
- Четыре капельки дождя[7]
- Клип на песню «Не моя любовь» (2011 год)[8]
- Выступление на Евровидении 2006[9]
- Бисер. Live[10].
- Я не буду тебя ревновать. Live[11].